# منطقه چهارم دریایی امام رضا نداجا
منطقهٔ چهارم دریایی امام رضا یا ناوگان شمال از مناطق چهارگانهٔ نیروی دریایی ارتش جمهوری اسلامی ایران است، که مهم‌ترین رکن و شاکلهٔ نظامی دریایی در منطقهٔ شمال ایران است. در حال حاضر دریادار دوم ستاد حمیدرضا سعادت، فرمانده منطقهٔ چهارم دریایی است. ناوگان شمال در ۲۰ درصد از محدودهٔ حاکمیتی ایران در دریای مازندران به گشت‌زنی مشغول است.

## پیشینه
ناوگان شمال کشور به مرکزیت بندرانزلی با پیشینه‌ای طولانی فعالیت می‌کند. از اقدامات مهم در دوران نادرشاه را می‌توان تلاش برای تشکیل نیروی دریایی ایرانی در دریای مازندران نام برد. او برای نیل به این هدف جان التون انگلیسی را برای تأسیس یک کارخانهٔ کشتی‌سازی در انزلی منصوب کرد و لقب جمال بیگ به او داد. او که قبلاً دو کشتی در قازان برای رود ولگا ساخته بود، از طرف نادرشاه مأمور شد که سواحل خزر را بررسی کند. او موفق شد یک کشتی با ظرفیت ۲۰ توپ بسازد که گزارش شده بهتر از کشتی‌های روسی در خزر بود.
ایران از اوایل دههٔ ۱۳۷۰ دست به استقرار شناور جنگی در خزر زد. در مرحلهٔ اول تلاش کرد شناور جنگی را از طریق رود ولگا از روسیه وارد دریای مازندران کند که روس‌ها مخالفت کردند. از این رو ایران دست به ساخت تأسیسات ساخت شناور جنگی در شمال زد. تا کنون این تأسیسات با موفقیت ۵ شناور جنگی را ساخته‌است.

## تجهیزات
چهار شناور از کلاس سینا که در واقع نسخهٔ ایرانی ناوچهٔ فرانسوی کلاس کمان هستند، در ناوگان شمال مشغول به خدمت هستند. نام آن‌ها پیکان، سپر، جوشن و درفش است. این کلاس دارای توپ سینهٔ ۷۶ میلی‌متری، یک توپ دفاعی ۴۰ میلی‌متری و چهار موشک ضدکشتی نور است.
ناوچهٔ دماوند دیگر ناوچهٔ ایرانی است که به آب انداخته شده و سنگین‌ترین ناوچهٔ ایران در شمال بود (با وزن ۱۵۰۰ تن). این ناوچه از کلاس موج بود که تاکنون پنج فروند از آن با نام‌های جماران، سهند و دنا (در جنوب) و دماوند و دیلمان در شمال به آب انداخته شده است. دماوند دارای یک توپ ۷۶ میلی‌متری، یک توپ ۴۰ میلی‌متری، دو موشک دفاع هوایی استاندارد و چهار موشک ضدکشتی نور در کنار اژدرافکن بود.
دماوند مدت زمان کمی خدمت کرد و در ۲۰ دی ۱۳۹۶ در هنگام ورود به محوطهٔ بندر انزلی، به دلیل نقص فنی و طوفانی بودن دریا به موج‌شکن بندر انزلی برخورد کرده و در آنجا گرفتار می‌شود. موج دریای طوفانی ناو را مدام به موج‌شکن می کوباند تا در هفتهٔ دوم دماوند به دو تکه تقسیم می‌شود و سرانجام در ۸ بهمن ۱۳۹۶ در همان محل برخورد به زیر آب می‌رود و به‌طور کامل از دست می‌رود، در حالی که به پایان سه سالگی خدمت خود نیز نرسیده بود.
دیگر شناور رزمی ایران شامل کلاس حمزه است. شناور کلاس حمزه اصلاً یک شناور جنگی نبود، در واقع کشتی تفریحی محمدرضا پهلوی در دریای مازندران بود که با نام شهسوار در آب‌های این دریا حضور داشت و از دههٔ ۱۳۷۰ مسلح شد. این شناور مجهز به دو موشک نور، یک توپ ۲۰ میلی‌متری و لولهٔ پرتاب اژدر شد.

## مشخصات منطقه
| ردیف | شهر       | تیپ، منطقه، آموزشگاه، پادگان          | شرح موضوع |
| ---- | --------- | ------------------------------------- | --- |
| ۱    | بندرانزلی | پایگاه دریایی بندرانزلی               | فرماندهی کل، پادگان آموزش به سربازان وظیفه، موزهٔ نظامی نیروی دریایی                                           |
| ۲    | نوشهر     | دانشگاه علوم و فنون دریایی امام خمینی | آموزش تخصص‌های دریایی به افسران                                                                                |
| ۳    | منجیل     | مرکز آموزش تفنگداران دریایی منجیل     | آموزش تخصص تکاوری نیروی دریایی به افسران و درجه‌داران                                                          |
| ۴    | رشت       | مرکز آموزش درجه‌داری نیروی دریایی رشت  | آموزش تخصص‌های دریایی به درجه‌داران                                                                             |
| ۵    | آستارا    | پایگاه دریایی آستارا                  | پایگاه اطلاعاتی نداجا در شمال، کنترل کشتی‌های ورودی به محدودهٔ دریای خزر از مرز دریایی ایران — جمهوری آذربایجان |